# Colotis eris
Colotis eris е вид пеперуда от семейство Белянки (Pieridae). Видът не е застрашен от изчезване.

## Разпространение и местообитание
Разпространен е в Ангола, Ботсвана, Буркина Фасо, Габон, Гамбия, Гвинея, Джибути, Еритрея, Етиопия, Замбия, Зимбабве, Йемен, Камерун, Кения, Мавритания, Мали, Мозамбик, Намибия, Нигер, Нигерия, Оман, Свазиленд, Сенегал, Сомалия, Танзания, Уганда, Южен Судан и Южна Африка.
Обитава гористи местности, пустинни области и савани.